# 比耶讷河畔维拉尔
比耶讷河畔维拉尔（法語：Villard-sur-Bienne，法語發音：[vilaʁ syʁ bjɛn]）是法国汝拉省的一个旧市镇，位于该省东南部，属于圣克洛德区。2019年，比耶讷河畔维拉尔和市镇莱皮亚尔并入市镇楠谢。

## 地理
比耶讷河畔维拉尔（46°28'30"N, 5°53'56"E）面积10.37 平方千米，位于法国勃艮第-弗朗什-孔泰大區汝拉省，该省份为法国东部内陆省份，北起上索恩省，西北接科多尔省，西临索恩-卢瓦尔省，南至安省，东与杜省和瑞士接壤。
与比耶讷河畔维拉尔接壤的市镇（或旧市镇、城区）包括：普雷堡、莱扎、隆绍穆瓦、拉里克苏斯、格朗德里维耶尔堡。
比耶讷河畔维拉尔的时区为UTC+01:00、UTC+02:00（夏令时）。

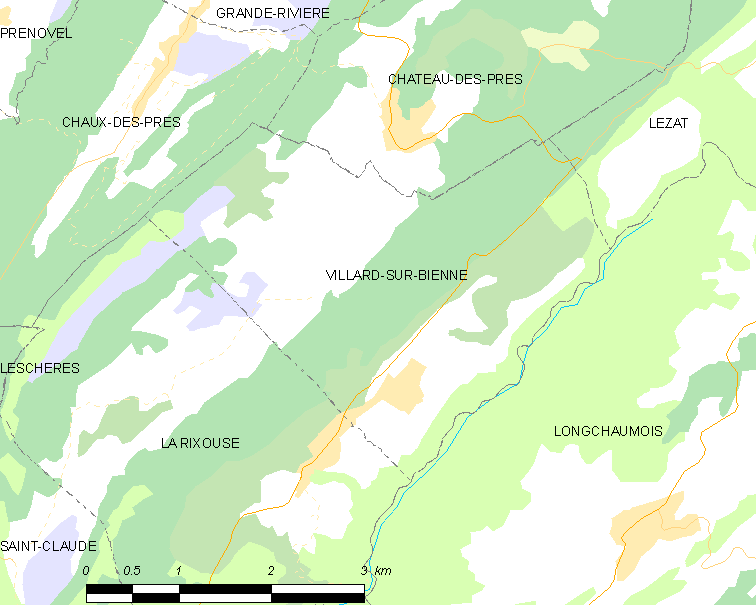
比耶讷河畔维拉尔的OSM定位图

## 行政
比耶讷河畔维拉尔的邮政编码为39200、39150，INSEE市镇编码为39562。

## 政治
比耶讷河畔维拉尔所属的省级选区为圣克洛德县。

## 人口

1962-2008年间比耶讷河畔维拉尔人口变化图示

比耶讷河畔维拉尔于2018年1月1日时的人口数量为178人。